# Indicatif régional 336

Carte de l'État de la Caroline du Nord avec les territoires de ses indicatifs régionaux. L'indicatif régional 336 est en nord-ouest de l'État.

L'indicatif régional 336 est l'indicatif téléphonique régional qui dessert au nord-ouest de l'État de la Caroline du Nord aux États-Unis.
La carte ci-contre indique en rose le territoire couvert par l'indicatif 336.
L'indicatif régional 336 fait partie du Plan de numérotation nord-américain.

## Principales villes desservies par l'indicatif
- Asheboro
- Burlington
- Greensboro
- High Point
- Kernersville
- Lexington
- North Wilkesboro
- Roxboro
- Thomasville
- Winston-Salem

## Source
- (en) Cet article est partiellement ou en totalité issu de l’article de Wikipédia en anglais intitulé « Area code 336 » (voir la liste des auteurs).